# Ulica Wielkopolska w Gdyni
Ulica Wielkopolska – ulica w Gdyni przebiegająca przez dzielnice Orłowo, Mały Kack, Wielki Kack i Karwiny. Dominuje tu niska zabudowa mieszkalna (Orłowo, Mały Kack) oraz blokowa (Karwiny, Wielki Kack Fikakowo). Przy tej ulicy znajduje się m.in. parafia św. Jadwigi Królowej w Gdyni.
Ulica jest częścią drogi wojewódzkiej nr 474.

## Komunikacja miejska
Na przystankach przy ulicy Wielkopolskiej zatrzymują się trolejbusy linii nr: 23, 24, 27, 29, 31, 33, 710. Kursują tutaj także linie autobusowe nr: 145, 153, 180, 181, 252, 700, 807, R, Z oraz nocne N1, N10 i N30.
Przy skrzyżowaniu z ul. Sopocką jest przystanek PKM Gdynia Karwiny.